# قواعد بيانات إدارة الغذاء والدواء
قواعد البيانات الصحية النوعية في إدارة الأغذية والأدوية الأمريكية FDA تشكل المواقع الحكومية غالباً مصادر معلومات مفتوحة أي مجانية وموثوقة في نفس الوقت ومن أهم المواقع بعد موقع منظمة الصحة العالمية موقع إدارة الأغذية والأدوية الأمريكية FDA الذي يعطي فيه نتائج كثيرة من ملايين الصفحات التي يخزنها الموقع، ولكن هذا البحث لن يصل إلى المعلومات المختزنة في قواعد المعطيات (البيانات) النوعية التي توفر معلومات هامة تخص قضايا صحية ودوائية ومواصفات أجهزة طبية وقضايا فنية محددة، وتشكل المعلومات الموجودة في قواعد البيانات هذه جزءاً كبيراً من معلومات الموقع، ويتم الوصول إليها بشكل مستقل ؛ وفيما يلي تعريف موجز بهذه المصادر الطبية والتقنية المفتوحة.

## قواعد معطيات الأدوية البيطرية والعلف

### قاعدة معطيات المنتجات الدوائية البيطرية الموافق عليها من إدارة الأغذية والأدوية
FDA Approved Animal Drug Products وفيها قائمة من قواعد المعطيات القابلة للبحث في الفئات التالية : منتجات دوائية بيطرية موافق عليها (بحث رئيسي)، منتجات دوائية بيطرية موافق عليها (بحث متقدم)، أسماء تجارية، أنظمة، براءات اختراع.

### قائمة معلومات التفتيش الخاصة بجنون البقر
FDA BSE/Ruminant Feed Inspections Firms Inventory وفيها معلومات التفتيش عن كل مراحل صنع العلف وطحنه وخلطه بالبروتين وصناعته وتوفيره وبيعه ونقله وتوزيعه بخصوص الالتزام بأنظمة حماية العلف من مرض جنون البقر BSE/Ruminant Feed regulations.

## المنتجات البيولوجية

### نظام الإبلاغ عن الحوادث الضارة للأدوية والعلاجات البيولوجية
Adverse Event Reporting System وهذا النظام يشكل قاعدة معطيات إلكترونية للمعلومات بقصد دعم برنامج رقابة السلامة بعد التسويق لكل منتجات الأدوية والعلاجات البيولوجية الموافق عليها.

### تقارير انحرافات المنتج البيولوجي
Biological Product Deviation Reports - BioDev وفيه تقارير انحرافات المنتج البيولوجي الواردة إلى مركز CBER التابع لإدارة الغذاء والدواء FDA

### نظام الإبلاغ عن الحوادث الضارة للقاحات
Vaccine Adverse Event Reporting System - VAERS برنامج تعاوني بين مراكز ضبط الأمراض والوقاية منها وبين إدارة الأغذية والأدوية يهتم بأمان اللقاحات، ويجمع فيه معلومات عن الحوادث الضارة الواقعة بعد إعطاء لقاحات مرخصة.

## الأدوية

### الكتاب البرتقالي – المنتجات الدوائية المرخصة مع تقييمات المكافئ العلاجي
Approved Drug Products with Therapeutic Equivalence Evaluations - Orange Book الكتاب البرتقالي هو جدول للمنتجات الدوائية التي رخصت بناء على الفعالية والأمان من قبل FDA وفق قانون الغذاء والدواء ومواد التجميل الفدرالي

### نظام معلومات رقابة البحث البيولوجي
Bioresearch Monitoring Information System -BMIS يحوي معلومات قدمت لإدارة الغذاء والدواء وتعرف بالباحثين ومنظمات البحث المتعاقدة ومجالس المراجعة المؤسسية من المساهمين في إجراء دراسات على الأدوية البشرية التجريبية الحديثة.

### قائمة معلومات تفتيش الباحثين السريريين
Clinical Investigator Inspection List -CLIIL وتحوي أسماء وعناوين ومعلومات أخرى مجموعة من جولات التفتيش على الباحثين السريريين الذين أجروا دراسات على أدوية تجريبية حديثة.

### قاعدة معطيات طرق الانحلالية
Dissolution Methods Database مخصص للمنتج الدوائي الذي لا يوجد له اختبار انحلالية في دستور الدواء الأمريكي، وتوفر قاعدة المعطيات هذه معلومات عن الطرق التي أوصى بها (قسم التكافؤ الحيوي) في (مكتب الأدوية الجنيسة).

### قاعدة معطيات الأدوية في FDA
Drugs@FDA وقاعدة بيانات الدواء تحوي معلومات مصنفة حسب الأسماء المحمية والجنيسة للأدوية البشرية سواء التي تحتاج لوصفة أو تباع دون وصفة وكذلك للمنتجات العلاجية البيولوجية. ويمكن تصفحه أو البحث فيه، ويضم معظم المنتجات الدوائية الموافق عليها منذ 1939، وأغلب المعلومات المخصصة للمريض وللصاقات المنتج ولرسائل الموافقة والمراجعات وتتوفر معلومات إضافية للمنتجات الدوائية التي رخصت بعد 1998، ويمكن البحث حسب اسم الدواء أو اسم المادة الفعالة (رَ : العدد 32 ؛ 82-86)

### أوضاع التسجيل السنوية لشركات الدواء
Drug Firm Annual Registration Status يسمح للشركات المصنعة للمنتج الدوائي بتسجيل الموقع الذي تم تصنيع الدواء فيه خلال 5 أيام من التوزيع التجاري له، والتسجيل السنوي، وكذلك تحديث وتصديق المعلومات الخاصة بموقع الشركة حسب ما هو مطلوب بالفقرة 510 من القانون الفدرالي للغذاء والدواء مواد التجميل Federal Food, Drug, and Cosmetic Act ولمدونة الأنظمة الفدرالية Code of Federal Regulations 21 CFR part 207 

### قاعدة البحث عن المكونات غير الفعالة في المنتجات الدوائية المرخصة
Inactive Ingredient Search for Approved Drug Products وتمكن من البحث عن المكونات غير الفعالة في المنتجات الدوائية المرخصة. 

### فهرس مدونة الدواء الوطني
National Drug Code Directory وتخدم مدونة الدواء الوطنيNDC كمصدر موحد للتعرف على منتجات الأدوية البشرية.

### مرشد استعمال أدوية الأورام
Oncology Tools يوفر عدد من أدلة استعمال أدوية الأورام.

### الواجبات في الدراسات بعد التسويق
Postmarketing Study Commitments يوفر هذا المصدر معلومات للجمهور العام عن التزامات دراسة ما بعد التسويق أو ما يسمى التزامات المرحلة الرابعة، وهذه الالتزامات هي دراسات – تطلب من المصنع أو يتفق عليها عبر راع – وتتم بعد صدور موافقة FDA على تسويق منتج (مثلاً : دراسات تتطلب من الراعي لتبيين الفائدة السريرية بعد صدور موافقة مستعجلة)، وتستخدم الإدارة التزامات دراسة ما بعد التسويق لجمع معلومات إضافية عن أمان المنتج وفعاليته والاستخدام الأمثل.

## الأطعمة والمتممات الغذائية

### قائمة الطعام البحري
The Seafood List مجموعة من الأسماء الموجودة والمقبولة للأطعمة البحرية المستوردة والمتوفرة محلياً بالإضافة للأسماء العلمية لها والأسماء الشائعة والأسماء المحلية.

## الأجهزة الطبية

### بلاغات ما قبل التسويق
510)k)s—Premarket Notifications (PMN(
قاعدة معطيات لاستمارات 510(ك)س المسموح نشرها ويمكن البحث فيها حسب رقم 510(ك) أو اسم المتقدم بالطلب أو اسم الجهاز أو حسب رمز FDA للمنتج. وتختص السجلات الحديثة بإمكانية الحصول على ملخصات معلومات الأمان والفعالية.

### اجتماعات اللجنة/الهيئة الاستشارية
Advisory Committee/Panel Meetings يحوي معلومات عن الاجتماعات المقبلة للجنة الاستشارية والهيئة التابعة لـ CDRH، معلومات تاريخية وروابط لملخصات و/أو نصوص للاجتماعات السابقة القريبة.

### قاعدة معطيات تركيب أجزاء أجهزة الأشعة
Assembler Database تطلب الأنظمة الفدرالية من الفني المركب الذي يضع مكون معروف أو أكثر إلى جهاز أشعة X تشخيصي أن يقدم تقريراً عن التركيب، وقاعدة المعطيات هذه تحوي المعلومات المقدمة المسموح بنشرها بما فيها موقع الجهاز ومعلومات عامة ومعلومات عن المكونات، ملاحظة : المعطيات لا تشمل تركيب الأجهزة السنية.

### قاعدة معطيات وثائق مركز الأجهزة والصحة الشعاعية
CDRH Document Database (index to the Center for Devices and Radiological Health Web Pages( وتعطي فهرس موضوعات المركز حسب الطلب. 

### قاعدة معطيات التحاليل الطبية التجارية في الزجاج
Clinical Laboratory Improvement Amendments (CLIA) Database تحوي أجهزة الفحص في الزجاج المسوقة تجارياً حسب تصنيفها في الإدارة منذ 31-2000 والفحوص المصنفة من قبل مراكز ضبط الأمراض والوقاية منها قبل هذا التاريخ. 

### قائمة الأجهزة الطبية
Device Listing تحوي قاعدة المعطيات هذه قائمة بالأجهزة الطبية الموزعة تجارياً من المصنعين المحليين والأجانب.

### سجل منشآت الأجهزة الطبية
Establishment Registration وهي قاعدة معطيات يبحث فيها عن المنشآت المحلية (الأمريكية) التي تعمل في تصنيع أو تحضير أو نشر أو تركيب أو تجميع أو معالجة الأجهزة الطبية المعدة للاستخدام البشري والتوزيع التجاري.

### ممارسات الإرشاد الجيد
Good Guidance Practice وتحوي قائمة شاملة وحديثة لكل وثائق الإرشاد من مركز CDRH، ومصطلح وثيقة الإرشاد يعود إلى الوثائق الموجهة لكادر مركز CDRH، وللصناعة الخاضعة للأنظمة، وللجمهور العام. وهي وثائق تتصل بإجراءات ومحتوى وتقييم الطلبات التنظيمية، وبالتصميم والإنتاج والتصنيع والفحص للمنتجات المنظمة، أو بإجراءات التفتيش والتنفيذ.

### قاعدة جودة تصوير الثدي الماموغرافي
Mammography Quality Standards Act – MQSA وتسمح للمستخدم بالوصول إلى قائمة مصنفة حسب الولايات ورقمZIP لكل منشآت تصوير الماموغرافي (تصوير الثدي) المسجلة في FDA على أنها تملك الحد الأدنى من معايير الجودة للأدوات والكادر والممارسة وفق قانون معايير جودة الماموغرافي لعام 1992 

### سجل تقارير الحوادث الضارة للأجهزة الطبية
MAUDE
معطيات MAUDE تشمل تقارير للحوادث الضارة المرتبطة بالأجهزة الطبية، وتتألف المعطيات من كل من التقارير الطوعية منذ 6-1993 وتقارير مستخدم المنشآة منذ 1991 وتقارير الموزع منذ 1993 وتقارير المصنع منذ 8-1996.

### سجل موافقات الأجهزة الطبية
Medical Device Approvals الأجهزة المفهرسة فيه تضم بعض أحدث التقنيات الطبية المتوفرة، ولكل جهاز سجل يحوي معلومات عن الاستخدامات الطبية الموافق عليها، ومتى يمكن أن تستخدم، ومتى لا يمكن استخدامها.

### سجل تقارير أعطال الأجهزة الطبية
Medical Device Reporting ويسمح هذا السجل بالبحث عن معلومات الأجهزة الطبية التي قد تعطلت أو سبب استخدامها وفاة أو أذى كبيراً خلال أعوام 1992-1996 

### مدونة المواد المتصلة بالصحة الوطنية
National Health Related Items Code – NHRIC وهو نظام لتعريف وترقيم مغلفات الأجهزة المسوقة والتي تتوافق مع نظم ترقيم أخرى مثل مدونة (رمز) الدواء الوطني ومدونة (رمز) المنتج الموحد National Drug Code (NDC) or Universal Product Code (UPC).

### موافقات ما قبل التسويق
Premarket Approval – PMA وفيها يبحث عن معلومات تتصل بحالة الموافقة قبل التسويق حسب المصنعين.

### فهرست الأجهزة الطبية
Products Classification ويحوي أسماء الأجهزة الطبية ومعلومات ذات صلة، ويمكن للمستخدم أن يبحث في قاعدة المعطيات هذه بحسب نوعية الاختصاص الطبي أو اسم الجهاز.

### المعايير التوافقية المقبولة
Recognized Consensus Standards Search وفيها يبحث عن المعايير الأمريكية والدولية المقبولة من FDA والتي يمكن للمصنعين أن يعلنوا التزامهم بها وهي جزء من المعلومات التي يمكن أن يستخدمها المركز لاتخاذ قرار يخص إذن أو موافقة لطلب مقدم، والمعلومات التي تقدم ملتزمة بهذه المعايير ستحمل تأثيراً مباشراً على تحديد المأمونية والفعالية خلال مراجعات IDEs, HDEs, PMAs, and PDPs ومجرد الالتزام بمعايير توافقية مقبولة بمفرده ليس كافياً في حد ذاته كأساس لاتخاذ القرارات التنظيمية.

### الوكلاء الأمريكيون للأجهزة الطبية
United States Agents for Devices وتعمل قاعدة المعطيات هذه ساحة نشرة إلكترونية تمكن الجمهور من عرض أنفسهم كوكلاء أمريكان للأجهزة الطبية، ويمكن البحث في قاعدة المعطيات ويمكن إضافة معلومات أو إلغاءها. 

### موقع توضيح توافق الأجهزة الطبية الحيوية مع مشكلة عام 2000
Y2K Biomedical Equipment Clearing House ويمكن في قاعدة المعطيات هذه البحث عن حالة توافق الأجهزة الطبية الحيوية مع مشكلة تاريخ عام 2000 

## المستوردات

### مصنع كود المنتج
Product Code Builder ويسمح للمستخدم بتركيب كود منتج تقبله FDA وهذا التطبيق سيقود المستخدم بيسر وسهولة لعملية اختيار تساعده في تحديد وتركيب كود المنتج، عبر تركيب أجزاء الكود التي يختارها يحصل على خيارات صالحة للمكونات الخمسة لكود المنتج (المصنع، الزمرة، الفئة الفرعية، PIC، المنتج)

## المنشورات ووثائق FDA الأخرى

### قاعدة معطيات قوانين الغذاء والدواء المحدثة
(العنوان 21 من مدونة الأنظمة الفدرالية) CFR Title 21 - Food and Drugs وتحوي آخر المراجعات من مكتب النشر الفدرالي لمدونة الأنظمة الفدرالية العنوان 21 (الغذاء والدواء)، ويمكن البحث فيها حسب رقم الجزء أو الفقرة ؛ باختيار الجزء المعني من قوانين الغذاء والدواء من قائمة منسدلة، ويمكن البحث أيضاً باستعمال النص الكامل، وتحدّث قاعدة المعطيات هذه سنوياً. 

### السجل الفدرالي
Federal Register وفيه إعلانات السجل الفدرالي ؛ حيث توضع وتسترجع وتدار. 

### رسائل التحذير
Warning Letters ويمكن في البحث عن رسائل التحذير حسب الشركة أو الموضوع أو مصدر التحذير أو التاريخ، وذلك باستخدام استمارة البحث.

### صفحات ذات صلة
- إدارة الغذاء والدواء
- معاهد الصحة الوطنية الأمريكية